# 裏切り小僧
「裏切り小僧」（うらぎりこぞう）は、1981年8月21日に発売された野口五郎の39枚目のシングルである。

## 概要
表題曲は、1979年5月発売のアルバム『南十字星』収録曲のシングルカット。シングル発売に伴い新たに録音された。(アルバムバージョンの編曲は船山基紀)
新御三家の郷ひろみ・西城秀樹と共に「第32回NHK紅白歌合戦」に10年連続10回目の出場を果たした。また、本作から当時所属していたポリドール・レコード内にサブレーベルとして設立された野口専用のレーベル ″MONKEY FIVE RECORDS (MONKEY Ⅴ)″ からのリリースとなった。

## 収録曲
1. 裏切り小僧
作詞：伊藤アキラ／作曲：宇崎竜童／編曲：新井英治
2. カリビアン・フライ
作詞：ちあき哲也／作曲：筒美京平／編曲：船山基紀